# Anthurium oxyphyllum
Anthurium oxyphyllum är en kallaväxtart som beskrevs av Luis Aloysius, Luigi Sodiro. Anthurium oxyphyllum ingår i släktet Anthurium och familjen kallaväxter. Inga underarter finns listade.